# Eptesicus matroka
Eptesicus matroka (Пергач мадагаскарський) — вид рукокрилих родини Лиликові (Vespertilionidae).

## Поширення
Ендемік Мадагаскару. Значною мірою обмежений областю східного високогір'я між 970 і 1300 м над рівнем моря. Мешкає у вологих лісах, виявлений в межах сільськогосподарських і пасовищних територій.

## Загрози та охорона
Загрози для цього виду не відомі. Досі не записаний всередині природоохоронних територій.